# Kodjoviakopé
 (janvier 2023).
Si vous disposez d'ouvrages ou d'articles de référence ou si vous connaissez des sites web de qualité traitant du thème abordé ici, merci de compléter l'article en donnant les références utiles à sa vérifiabilité et en les liant à la section « Notes et références ».
Kodjoviakopé (littéralement village de Kodjovia), du nom de son fondateur Kodjovia de Souza, était à l'origine un village de pêcheurs du Togo, appartenant à la famille Equagou(Ekouagou). D'une surface de 99 hectares, il est bordé à l'ouest par la frontière du Ghana, au sud par l'océan Atlantique à l'est par l'ancien Palais des gouverneurs. C'est désormais un quartier du centre-ville de Lomé, connu pour être le quartier des « blancs ». On y trouve de nombreuses anciennes maisons coloniales, l'ambassade d'Allemagne au Togo, l'église Christ-Roi et une mission catholique fondée par les missionnaires comboniens du Cœur de Jésus.
Du fait du vieillissement de sa population autochtone et de sa proximité avec le centre des affaires, le centre administratif, le grand marché de Lomé et le lycée français, le quartier est en pleine mutation avec l'installation de familles européennes, libanaises, chinoises et d'origines diverses. 
Kodjoviakopé est également réputé pour ses bars de bord de mer qui drainent chaque week-end une clientèle cosmopolite, amateur de bière, de poulet et de poisson braisés. La Cour des Grands, le Gouverneur, Bronco City étant les plus connus. Cependant, les secteurs frontaliers de Kodjoviakopé  peuvent être parfois mal famés. En effet, Lomé est une ville frontalière : les limites de la ville correspondent à l'ouest à la frontière entre le Ghana et le Togo.

## Personnalités notables
- Pépé Oléka y a fait ses débuts de chanteuse[1].